# Bitva u El Alameinu

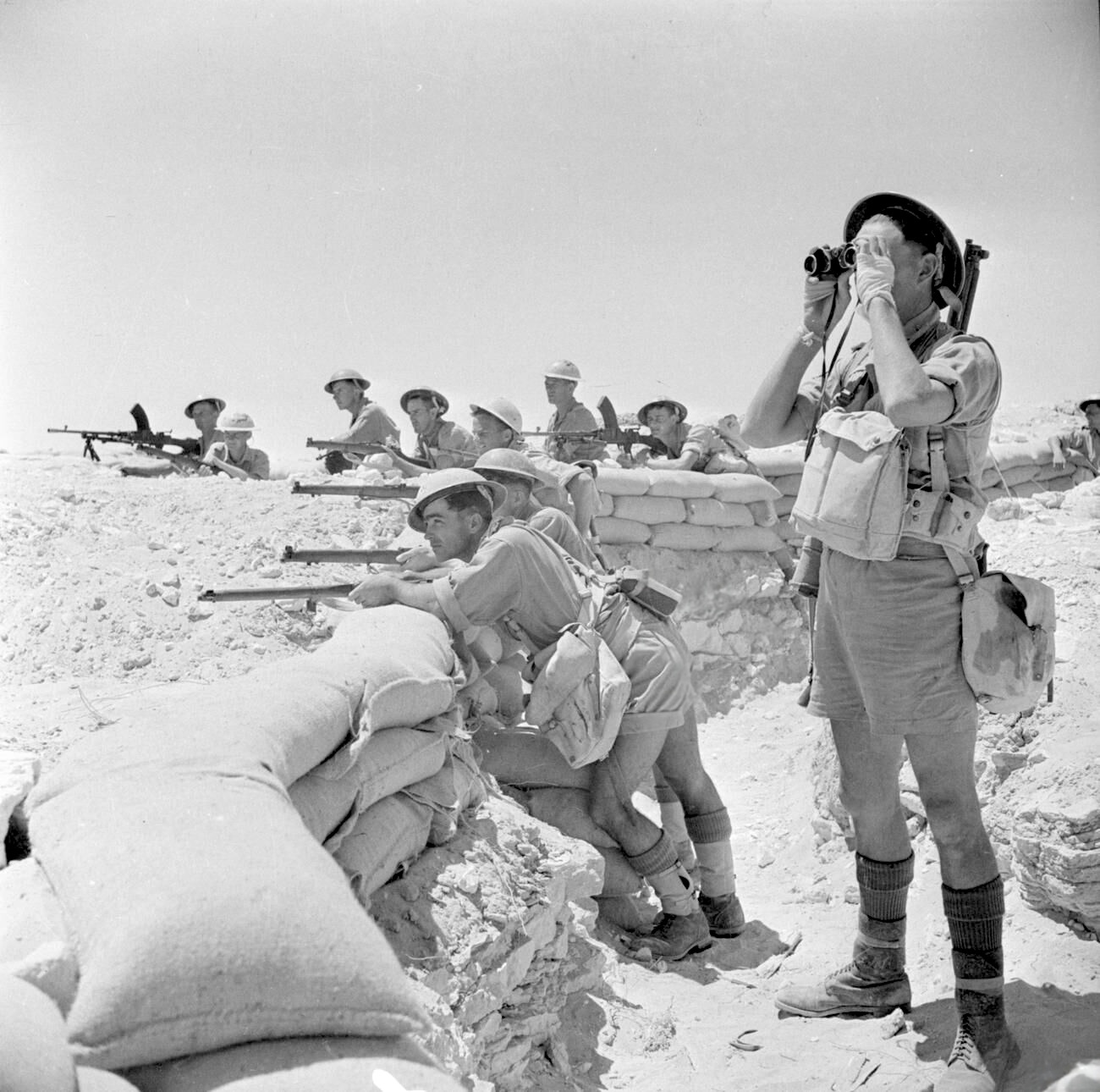
Vojáci Commonwealthu u El Alameinu

Bitva u El Alameinu byla součástí 2. světové války, jde o označení dvou bitev odehrávající se mezi vojsky Osy a Spojenci u egyptského města El Alamein. První bitva o probíhala ve dnech 1. až 27. července 1942 a druhá bitva u El Alameinu probíhala ve dnech 23. října až 4. listopadu 1942.
Obě bitvy připomínají válečné hřbitovy (Commonwealthu, řecký, německý a italský) a památníky (Jihoafričanů, Australanů, Novozélanďanů a Libyjců). Mezi hřbitovy je také muzeum, ve kterém má každý ze zúčastněných národů svoji místnost. Okolo muzea je vystavena dobová vojenská technika obou válčících stran. Na pouštních bojištích se dodnes dají spatřit torza zničených tanků a automobilů nebo najít nevybuchlá munice, vstup je ale možný jen na zvláštní povolení.

## První bitva u El Alameinu
V listopadu 1941 zahájila posílená britská 8. armáda operaci Crusader, během níž osvobodila Tobrúk. Jelikož německé námořní a zásobovací linie byly narušovány útoky britských námořních a leteckých sil operujících z Malty, byl Rommel přinucen k ústupu na svoji výchozí pozici. Jakmile britský tlak na nepřátelské komunikační linie na počátku roku 1942 polevil, síly Osy byly rychle doplněny, pročež v lednu obnovily svoji ofenzívu. Rommel poté snadno vytlačil Brity zpět na Kyrenaiku, kde koncem května přemohl jejich obranu u Gazaly. Nato Afrikakorps zdolal veškeré britské obranné pozice a po dvoudenním boji obsadil na konci června 1942 Tobrúk. Vítězství Osy bylo korunováno zajetím více než 25 000 spojeneckých vojáků. Rommel pak navzdory rozkazům pronásledoval poraženou 8. armádu do Egypta a v červenci se s ní střetl v první bitvě u El Alameinu. Nicméně Rommelův pokus obsadit Alexandrii vzdálenou pouhých 100 kilometrů neuspěl. Boje pokračovaly po celý červenec, až do vyčerpání sil na obou stranách.

## Druhá bitva u El Alameinu
Druhá bitva u El Alameinu se odehrála v říjnu 1942 v severní Africe. Začala 23. října, kdy Britové zahájili protiofenzívu. 5. listopadu pod vedením britského generála Bernarda Lawa Montgomeryho Spojenci vyhráli. Erwin Rommel byl nucen ustoupit nejprve k Al Agheile a poté do Tunisu. Německo-italské jednotky byly postupně vytlačovány z Afriky.